# Embaixada do Botsuana em Brasília
A Embaixada do Botsuana em Brasília é a principal representação diplomática botsuanense no Brasil. A atual embaixadora é Tebogo Motshome. Está localizada no Setor de Habitações Individuais Sul no Lago Sul, SHIS QI 09, Conjunto 17, Casa 16.

## Histórico
O Brasil e o Botsuana estabeleceram relações diplomáticas em 1985. Em 2004, o secretário permanente da chancelaria da Botsuana E. S. Mpofu visitou Brasília. Em 2005, o presidente botsuanense Festus Mogae (1998–2008) visitou o Brasil à assinatura de um acordo bilateral de cooperação técnica. Em 2006, o presidente Luiz Inácio Lula da Silva (2003–2011) visitou o Botsuana, enquanto Festus Mogae revisitou o Brasil para participar da II Conferência de Intelectuais da África e da Diáspora. Em 2007, foi aberta a embaixada brasileira em Gaborone, e em 2009 foi aberta a embaixada botsuanense em Brasília, que é a única desse país na América Latina. No mesmo ano, o Mercado Comum do Sul (MERCOSUL) e a União Aduaneira da África Austral (UAAA) estabeleceram um acordo de preferência comercial.
Em 2010, ocorreu a I Reunião da Comissão Mista Brasil-Botsuana. Em 2013, o diretor do departamento do Itamarati visitou Gaborone. Em 2017, o ministro das relações exteriores Aloysio Nunes Ferreira visitou Botsuana, enquanto o ministro do desenvolvimento agrícola e segurança alimentar Patrick P. Rolotsia visitou o Brasil. No mesmo ano, em 6 de julho, o secretário-geral das relações exteriores do Brasil, o embaixador Marcos Galvão, e o secretário permanente do Ministério de Assuntos Internacionais e Cooperação do Botsuana, Gaeimelwe Goitsemang, se reuniram. Em 2018, o ministro da defesa, justiça e segurança Shaw Kgathi visitou o Brasil, enquanto em 2019 ocorreram duas missões ao Brasil, uma da Autoridade Regulatória de Energia do Botsuana e a outra da Agência de Privatização e Avaliação do Empreendimento Público do Botsuana (PEEPA).

## Serviços
A embaixada realiza os serviços protocolares das representações estrangeiras, como o auxílio aos botsuanenses que moram no Brasil e visitantes vindos do Botsuana e também para os brasileiros que desejam visitar ou se mudar para o país africano - estima-se em vinte os brasileiros no Botsuana. A embaixada é a única opção consular do país no Brasil.
Outras ações que passam pela embaixada são as relações diplomáticas com o governo brasileiro nas áreas política, econômica, cultural e científica. Os dois países tem um acordo bilateral de cooperação técnica e seus blocos comerciais - Mercado Comum do Sul e União Aduaneira da África Austral - tem se aproximado comercialmente.